# Partito Comunista della Birmania
Il Partito Comunista della Birmania (in birmano ဗမာပြည်ကွန်မြူနစ်ပါတီ) è il partito politico più antico esistente in Birmania. Nel 1953 è il partito è stato messo fuorilegge dal governo birmano e quindi agisce in clandestinità da allora.

## Storia

Simbolo del partito dal 1939 al 1946.

### Fondazione
Il 15 agosto 1939, a Rangoon, qualche decina di uomini fondò il Partito Comunista della Birmania, affiliato al Comintern. Il PCB fu uno dei primi partiti comunisti dell'area ad essere ufficialmente fondato, in quanto, per esempio, il Partito Comunista della Thailandia non fu fondato prima degli anni quaranta.

### Lotta per la libertà
Il PCB svolse un ruolo significativo nella lotta contro il dominio del Regno Unito in Birmania. Fra il 1942 e il 1945, inoltre, il Partito guidò la lotta contro il Giappone.
Nel luglio 1941, in prigione a Insein, Thakin Soe e Than Tun scrissero il Manifesto di Isen, nel quale indicavano l'imperialismo giapponese come il principale nemico da combattere, mettendo momentaneamente da parte la lotta anti-britannica per l'indipendenza della Birmania in quanto, a loro detta, occorreva prima sconfiggere il nuovo invasore, anche con l'aiuto degli inglesi. Questo Manifesto abbracciava la linea del fronte popolare, lanciato dal Comintern nel 1935 tramite il leader bulgaro Georgi Dimitrov. Le posizioni espresse nel Manifesto andavano contro il pensiero dominante di allora, presente anche all'interno del Partito (specialmente nella fazione nazionalista di Aung San), secondo cui i giapponesi erano alleati nella lotta contro l'oppressore britannico.
Il Giappone pose un governo fantoccio a capo della Birmania il 1º agosto 1943, che bandì i comunisti. Thakin Soe fu costretto alla clandestinità e riuscì a nascondersi presso il delta dell'Irrawaddy, dove organizzò un esercito di resistenza; il PCB aveva già preso contatto con il governo in esilio nel luglio 1942 e Than Tun venne nominato ministro della Terra e dell'Agricoltura, mentre il governo accettava di collaborare con i comunisti.
Nel gennaio 1944, in un luogo segreto a Dedaye, sull'Irrawaddy, il PCB tenne il suo primo Congresso Nazionale, presieduto da Thakin Soe, che divenne segretario generale del Partito. In agosto, a Pegu, il PCB, il Partito Rivoluzionario Popolare e l'Esercito Nazionale Birmano, guidato dal generale Aung San (ex segretario generale del Partito stesso), si unirono nell'Organizzazione anti-fascista.
Il 27 marzo 1945, il PCB prese parte ad una grande insurrezione armata lanciata dall'Esercito Nazionale Birmano. Già l'8 marzo, da Mandalay, il comandante comunista Bohmu Ba Htoo lanciò delle prime azioni armate. L'insurrezione fu vittoriosa e il Giappone fu costretto a ritirarsi; poco dopo, l'Organizzazione fu trasformata nella Lega della Libertà Popolare Anti-Fascista, per continuare la lotta per la libertà e l'indipendenza della Birmania anche contro il Regno Unito.
Il PCB, finalmente legalizzato per il ruolo che aveva svolto nella guerra contro il Giappone, era passato da poche decine di membri ad essere il maggiore partito politico birmano. Nel luglio dello stesso anno, il PCB tenne il suo secondo Congresso (il primo nella legalità) a Rangoon, dove Thein Pe fu eletto segretario generale.

### Bandiera rossa e bandiera bianca

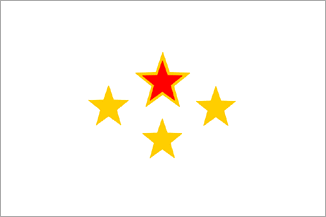
Simbolo del partito dal 1946 al 1960.

Nel febbraio 1946, Thakin Soe criticò alcuni dirigenti del PCB accusandoli di essere influenzati dal browderismo. Questa era una corrente, definita revisionista dalla maggior parte dei partiti comunisti, esposta da Earl Browder (Partito Comunista degli Stati Uniti d'America), il quale riteneva che la vittoria della seconda guerra mondiale avesse gettato le fondamenta per una maggiore collaborazione fra socialismo e capitalismo e che non vi fosse più bisogno della lotta armata per cambiare la società.
Thein Pe si rifiutò di accettare le critiche di Soe e anzi rimarcò l'importanza di una maggiore collaborazione fra i comunisti e le altre forze della società. Accusando Pe di sbandierare "bandiera bianca", quindi di arrendersi davanti agli imperialisti, Soe e i suoi sostenitori lasciarono il PCB e fondarono il Partito Comunista della Birmania - Bandiera Rossa. Il nuovo Partito ottenne l'appoggio del Partito Comunista d'India, che aveva già sconfitto la fazione browderista, ma che sarebbe poi tornato ad appoggiare la "Bandiera Bianca" dopo il suo rifiuto del browderismo.

### Lotta armata o lotta legale
Vista la continua presenza britannica in Birmania, nel 1946 da Rangoon si diffuse una serie di rivolte popolari e scioperi (sostenuti dal PCB) per l'indipendenza del paese. Sperando di spaccare la LLPAF, il governatore Sir Hubert Rance offrì ad Aung San e ai socialisti alcuni seggi nel Consiglio Esecutivo, l'istanza governativa birmana. In settembre, dopo un iniziale rifiuto, Aung San accettò.
Il PCB, frattanto, aveva abbandonato la linea browderista ed era tornato su posizioni rivoluzionarie. Il Partito criticò fortemente la scelta di Aung San di unirsi al governo, accusandolo di "inchinarsi all'imperialismo" e di sabotare le lotte popolari per l'indipendenza. Queste posizioni dei comunisti prima costrinsero Than Tun a dimettersi dalla carica di segretario generale della LLPAF (che aveva fin dalla sua fondazione) e portò all'espulsione del PCB il 2 novembre.
Nel febbraio 1947, delegati del PCB parteciparono alla Conferenza dei Partiti Comunisti dell'Impero Britannico a Londra; questa fu la prima volta che il Partito partecipò ad un incontro comunista internazionale. Da questa tribuna, il PCB denunciò le elezioni per l'Assemblea Costituente, considerandole "manovrate" dall'imperialismo. Il Partito vinse solo 7 seggi nell'Assemblea.
Il 19 luglio, Aung San e i suoi alleati nel governo vennero assassinati. Il PCB accusò subito l'imperialismo di essere responsabile dell'atto e tentò di riavvicinarsi alla LLPAF per proseguire la lotta anti-britannica. Specialmente visto che U Nu, leader del governo, concluse le trattative già avviate da Aung San con il primo ministro britannico Clement Attlee, permettendo alle truppe inglesi di restare in suolo birmano per tre anni e prospettando una possibile alleanza futura con la Gran Bretagna; questi accordi furono fortemente denunciati dai comunisti, i quali portarono le azioni di U Nu come prova della complicità britannica nell'assassinio di Aung San.

### Verso il conflitto
Alla prima seduta del Cominform in Polonia, il 22 settembre 1947, il delegato sovietico Andrej Ždanov denunciò la divisione del mondo in due blocchi: quello anti-democratico imperialista, con alla testa gli Stati Uniti, e quello democratico anti-imperialista, con alla testa l'Unione Sovietica. Nell'occasione, egli criticò le borghesie nazionali collaborazioniste, indicando la Birmania come esempio e dissuadendo i comunisti dal formare fronti uniti con la borghesia nazionale, come invece era avvenuto in altri paesi.
L'8 novembre 1947, U Nu propose un governo di coalizione composto dal Partito Socialista della Birmania, dal PCB e dall'Organizzazione Volontaria del Popolo (i veterani di Aung San), ma fallì e accusò i comunisti di stare preparando un'insurrezione armata. Tuttavia, anche se la Birmania accettò le condizioni delle trattative, la protesta popolare anti-britannica egemonizzata dal PCB le impedì di unirsi al Commonwealth, com'era invece intenzione di U Nu.
Per il PCB, tuttavia, questo non bastava. Nel documento Sulla situazione attuale e i nostri compiti, il Partito indicò le proprie rivendicazioni: una "insurrezione nazionale per strappare il trattato di schiavitù", la nazionalizzazione delle proprietà straniere, l'abolizione del feudalesimo, lo smantellamento della burocrazia di Stato e il suo rimpiazzo con un governo popolare, e maggiori relazioni di alleanza e commercio con la Cina, il Vietnam, l'Indonesia e le altre nazioni democratiche "in resistenza contro la dominazione imperialista anglo-statunitense". Il Partito progettava di combinare la lotta dei lavoratori alla conquista di zone liberate difese da guardie rosse armate.
Nel febbraio 1948, il Congresso Sindacale di tutta la Birmania lanciò una serie di scioperi a Rangoon sostenuti dal PCB; in marzo, una manifestazione di massa promossa dall'Organizzazione dei Contadini di tutta la Birmania portò il PCB ad un passo dal conquistare Pyinmana (in quanto vaste zone della città erano de facto in mano ai lavoratori comunisti). U Nu, divenuto primo ministro in gennaio, emanò l'ordine di arresto per i comunisti temendo che stessero progettando una rivolta su vasta scala per il 27 marzo, giorno della resistenza; la polizia fece irruzione nelle sedi del Partito a Bagaya, ma li trovò vuoti. Quello che il governo non sapeva infatti era che il PCB aveva deciso di riparare in segreto nella più sicura Pyinmana.
Nonostante l'ordine di arresto, il PCB fu messo fuori legge solo nell'ottobre 1953.

### Guerra civile
Dopo solo otto mesi di indipendenza, la Birmania sprofondò nella guerra civile. Il PCB-Bandiera Rossa di Thakin Soe aveva già cominciato una ribellione minore, assieme ai nazionalisti rakhine e ai mujaheddin islamici. Infine, anche il PCB diede inizio a quella che considerava, nella sua visione maoista, una guerra popolare; ad esso si unì l'Organizzazione Volontaria del Popolo, anche se una fazione l'abbandonò per unirsi al governo di U Nu. L'Unione Nazionale Karen insorse a sua volta nel gennaio 1949 dopo che il generale Smith Dun, capo di Stato Maggiore di origine karen, venne sostituito dal generale Ne Win. A loro si unirono i Pa-O.
Il governo riuscì ad espugnare Pyay, Thayetmyo e Pyinmana già a metà del 1948, ma il PCB si era già ritirato nelle campagne organizzando una campagna che, partendo appunto dalle campagne, avrebbe dovuto portare alla conquista delle città; nel frattempo, sostenne i movimenti sindacali nell'organizzare scioperi e proteste nei centri urbani, in particolare grazie al Partito dei Contadini e degli Operai Birmani. In marzo, inoltre, il PCB, l'Esercito Rivoluzionario della Birmania e l'OVP fondarono il Fronte Unito Democratico Nazionale, che sarebbe poi divenuto il Patto d'Alleanza Tripartita firmato dai dirigenti dei tre gruppi il 1º ottobre 1952 per rafforzare la cooperazione in guerra.
In aprile, il Politburo tenne una seduta clandestina a Rangoon e successivamente il Comitato Centrale si riunì in seduta plenaria ad Hypu, a nord della capitale, il mese successivo. In queste occasioni, Thein Pe, arrestato a Pyinmana dalla polizia, venne rimpiazzato dal maoista ortodosso Than Tun, che divenne presidente del PCB.
Il PCB riuscì a stabilire basi di guerriglia lungo il fiume Sittang, nell'area di Pyinmana, a Yamethin e nel triangolo di Mandalay-Meiktila-Myingyan. In queste aree sotto il suo controllo, il Partito abolì il feudalesimo e fondò cooperative agricole per gettare le basi per una riforma agraria. Nel settembre 1950, fu fondato l'Esercito Popolare tramite l'unificazione dell'Esercito Popolare di Liberazione (comunista) e dell'Esercito Rivoluzionario della Birmania (nazionalista).
Inizialmente, il PCB appoggiò le lotte delle minoranze etniche, ma successivamente criticò le loro organizzazioni, specialmente l'Unione Nazionale Karen, per la loro "dirigenza feudale reazionaria"; secondo il PCB infatti, queste erano organizzazioni reazionarie che volevano sostituire il loro dominio feudale reazionario al potere. Ben presto, quindi, i contatti fra i comunisti e gli indipendentisti etnici sfumarono.

### Proposte di pace
La guerra civile arrivò ad una sostanziale stabilizzazione negli anni cinquanta e nel 1955, il presidente Than Tun propose al governo della LLPAF una proposta di pace: i comunisti avrebbero deposto le armi se il governo si fosse impegnato a promuovere riforme democratico popolari che avrebbero portato, nell'opinione di Than Tun, ad una nuova democrazia in Birmania. Thakin Kodaw Hmaing, considerato il padre dei nazionalisti birmani, fu scelto dall'Esercito Popolare per parlare come suo portavoce. Nelle elezioni del 1956, il Fronte Unito Nazionale (vicino ai comunisti) vide un successo clamoroso, il che portò il governo ad accettare ufficialmente la mediazione di Thakin Kodaw Hmaing nel 1958.
Peraltro, negli anni Cinquanta la Birmania si era avvicinata notevolmente alla Cina: nel 1954, di ritorno da Ginevra, Zhou Enlai visitò Rangoon, dove espresse i "cinque principi per la coesistenza pacifica" e affermò che "il popolo ha diritto di scegliere il suo sistema politico", alludendo all'insurrezione armata comunista. U Nu aveva visitato Pechino qualche mese dopo, e Ne Win si era incontrato con Mao Zedong alla testa di una delegazione militare nella capitale cinese nel 1957. Nel dicembre 1955, peraltro, Nikita Chruščëv aveva lodato pubblicamente la LLPAF e considerato la Birmania come un modello di paese non-allineato e anti-imperialista. Il cambiamento della politica internazionale sovietica, che dopo la morte di Stalin prestò poca attenzione ai movimenti del tipo il PCB, inizialmente influì sull'attività del Partito.
Tutto ciò favorì U Nu, che volle utilizzare la proposta di pace a proprio vantaggio. All'inizio del 1956, il Tatmadaw ottenne una serie di successi militari a Pakokku e Pathein, il che portò alla resa, nel 1958, di gran parte dei nazionalisti delle minoranze etniche ma, soprattutto, dell'Organizzazione Volontaria del Popolo. Il tentativo di U Nu era infatti quello di indebolire i comunisti e rafforzare la propria autorità.

### L'ascesa di Ne Win
Le attività di U Nu portarono ad una scissione della LLPAF: da una parte, i sostenitori di U Nu, che volevano lavorare per la pace e per la reintegrazione democratica dei gruppi impegnati nella guerra civile, dall'altra i sostenitori della linea dura, vicini al Tatmadaw, che consideravano la legalizzazione del PCB una minaccia da non poter tollerare. Il 29 ottobre, U Nu fu costretto a cedere il posto di primo ministro al generale Ne Win, che si pose alla testa di un governo provvisorio opposto solo dal Fronte Unito Nazionale, oltreché dai comunisti. Ne Win fece arrestare i simpatizzanti comunisti nelle città, facendo poca distinzione fra i simpatizzanti del PCB e i sostenitori del FUN; inoltre, i giornali più progressisti vennero costretti a sospendere le pubblicazioni.
Il Tatmadaw riprese la guerra contro il PCB, cercando anche di avversargli l'opinione pubblica buddhista pubblicando un opuscolo in cui accusava i comunisti di essere nemici del buddhismo. In un opuscolo pubblicato per smentire queste accuse, il PCB sostenne la libertà individuale di praticare qualsiasi religione.

### Il fronte unito
Già nel 1952, il PCB e il FNK erano giunti ad un cessate il fuoco rispettivo per evitare di danneggiarsi reciprocamente nella guerra civile. La resa dell'OPV da una parte e dei movimenti nazionalisti delle minoranze etniche dall'altra, costrinsero i due gruppi a riavvicinarsi. Nel maggio 1959, ricostituirono il Fronte Unito Democratico Nazionale, grazie anche al fatto che il FNK era controllato ora dal Partito Unito Nazionale Karen, di ispirazione socialista e vicino alla Cina popolare. Presto, le file del FUDN vennero infoltite dai partiti scissisi dai gruppi che si erano arresi, in disaccordo con la capitolazione.
Tuttavia, non si deve pensare che il PCB risolse così la questione della collaborazione con le minoranze etniche: infatti, se i gruppi nazionalisti continuavano a rivendicare l'auto-determinazione e l'indipendenza, il PCB continuava a sostenere un tipo di autonomia simile a quello cinese.

### Il nuovo governo di Ne Win
Le elezioni del febbraio 1960 videro la vittoria di U Nu e del suo Partito dell'Unione di Birmania, che tornarono al potere per due anni, a seguito dei quali Ne Win effettuò un colpo di Stato (2 marzo 1962) e rovesciò il governo eletto, restaurando i propri metodi coercitivi e repressivi. Gran parte dei dirigenti della LLPAF venne imprigionata e le proteste degli studenti dell'Università di Rangoon finirono in un bagno di sangue causato dai militari il 7 luglio.
Il 1º aprile 1963, Ne Win decise di riprendere le trattative di pace offrendo un'amnistia ai guerriglieri comunisti. Il PCB-Bandiera Rossa, parte del FNK e alcuni membri del Comitato Centrale dello stesso PCB accettarono l'offerta.
Il 2 settembre, il PCB diede inizio ad una storica sessione plenaria del suo Comitato Centrale, dopo che Ne Win ebbe permesso a numerosi dirigenti di fare ritorno in Birmania dalla Cina. La sessione fu presieduta da Thun Than, presidente del Partito, Yebaw Htay, segretario generale, Bo Zeya, capo di Stato Maggiore dell'EP e Thakin Zin, segretario generale del FUDN. Il CC accettò di prendere in considerazione la proposta del governo.
Il 14 novembre, il Consiglio Rivoluzionario pose quattro punti alla base del dialogo con il PCB:
Concentrazione di tutte le truppe in un'area designata.
- Negato il permesso di lasciare l'area senza autorizzazione.
- Sospensione del lavoro organizzativo del PCB.
- Sospensione dell'attività di raccolta fondi per il PCB.

La delegazione del FUDN raggiunse Rangoon accolta da una manifestazione di 200.000 persone, perlopiù studenti, che sosteneva il mantenimento delle zone liberate. Infatti, la delegazione del Fronte rifiutò le pesanti condizioni imposte da Ne Win, rifiuto a cui fecero seguito arresti di massa e persecuzioni degli attivisti progressisti.

### Il movimento di rettifica
Verso la fine del 1964, nel Comitato Centrale sorsero delle divergenze fra due fazioni: i "pacifisti" di Yebaw Htay, che mettevano in discussione l'importanza della lotta armata, e i "pechinesi" di Than Tun, che sostenevano la necessità della guerra popolare. Yebaw Aung Gyi, vicino ai "pechinesi", compì un'analisi dettagliata della storia del Partito, che venne adottata come la "linea 1964", in opposizione alla "linea 1955" (per la pace) giudicata revisionista. Il CC convocò una seduta plenaria per fare un bilancio della storia del Partito e gettare le basi per l'attività futura.
La seduta si tenne nei pressi di Nattalin dal 9 settembre al 14 ottobre e per la grave situazione di clandestinità solo la metà del CC riuscì ad essere presente. Esso riaffermò che la Birmania era un paese semi-coloniale che aveva ottenuto solo una "pseudo-indipendenza" e che il compito primario dei comunisti era la lotta armata contro la controrivoluzione armata di Ne Win. Il CC indicò fondamentale la costituzione di un fronte unito democratico e il coinvolgimento dei contadini.
Allo scoppio della crisi sino-sovietica, il PCB si schierò risolutamente dalla parte della Cina, anche perché l'Unione Sovietica da tempo appoggiava il governo birmano e ripudiò del tutto la "linea 1955". In occasione del 50º anniversario della Rivoluzione d'ottobre (7 novembre 1967), il PCB dichiarò che il Partito Comunista dell'Unione Sovietica sosteneva lo "pseudo-socialismo" di Ne Win.
Nel 1967, mentre in Cina aveva luogo la Rivoluzione Culturale, Than Tun avviò una campagna di rettifica per eliminare i revisionisti dal Partito, specialmente dopo le iscrizioni di massa che avevano fatto seguito alla repressione di Ne Win. In particolare, il Partito assunse ufficialmente il marxismo-leninismo-pensiero di Mao Zedong come propria linea politica. Nell'opinione di Than Tun, la campagna aveva come scopo quella di rafforzare il Partito sulle posizioni del marxismo-leninismo, per sconfiggere ogni possibile involuzione revisionista e riformista. La campagna fu salutata positivamente dal Partito Comunista Cinese, mentre fu osteggiata dai dirigenti dei partiti progressisti che cercavano rifugio presso il PCB.
Il movimento di rettifica si inquadrava anche nel fatto che, al fallimento del processo di pace e alla ripresa delle campagne militari del Tatmadaw, aveva fatto seguito l'esposizione di una "via birmana al socialismo" (una sorta di socialismo nazionale) sostenuta dal Partito del Programma Socialista della Birmania di Ne Win, teoria elaborata anche con l'ausilio di alcuni ex comunisti. Il movimento di rettifica voleva anche separare nettamente quello che il PCB considerava il nazionalsocialismo di Ne Win e il socialismo autentico, sul modello cinese.
Il movimento portò alla trasformazione delle zone liberate in "aree di potere rosso", propedeutiche all'accerchiamento delle città per la conquista finale del potere, che il PCB indicò come proprio obiettivo primo. Il 25 marzo 1965, prima del lancio della rettifica, era stata istituita una scuola per lo studio del marxismo-leninismo-pensiero di Mao Zedong, che ora venne ampliata per la formazione delle guardie rosse. In particolare, il PCB tentò di appoggiarsi agli studenti superiori e universitari.
Il 27 aprile, Yebaw Htay venne sospeso dal Politburo insieme ad altri sostenitori del processo di pace, fra cui Goshal, che venne processato dalla corte popolare e giustiziato per tradimento e spionaggio il 18 giugno (ironicamente, il figlio di Htay faceva parte degli esecutori). Htay e Goshal vennero indicati rispettivamente come i "Deng Xiaoping e Liu Shaoqi birmani". Il 15 dicembre, il Politburo, su proposta di Than Tun, passò un documento che ordinava alle varie unità locali del Partito e dell'Esercito di condurre le epurazioni contro gli elementi revisionisti e capitolazionisti. Bo Yang Aung, un veterano nazionalista, a suo tempo alleato di Aung San e che contribuì a fondare i Trenta Compagni (una compagnia alleata del Giappone nella lotta contro la Gran Bretagna), venne giustiziato il 26 dicembre.
Nello stesso periodo, il PCB assistette a due gravi sconfitte: il 16 aprile 1968, in uno scontro armato presso Pyay, venne ucciso Bo Zezya, capo di Stato Maggiore dell'Esercito Popolare, considerato un eroe dai comunisti e dai nazionalisti birmani. Il compagno Nath, uno dei membri fondatori del PCB, venne ucciso lo stesso anno a Hpyu.
La situazione si stabilizzò solo nei mesi successivi, quando l'Esercito Popolare riuscì a riconquistare alcune posizioni perdute e a riprendersi dalla disfatta. Questo permise a Than Tun di proseguire le epurazioni interne: in agosto, Bo Tun Nyein, uno dei principali dirigenti più estremisti delle guardie rosse, venne accusato di fomentare divisioni interne al Partito e fu giustiziato. In settembre, Aung Thein Naing e Soe Win subirono lo stesso fato, accusati di propagandare la diserzione.

### Vittorie del Comando Nord-Orientale
Il regime di Ne Win portò ad un deterioramento dei rapporti con la Cina, il che portò la Repubblica Popolare a sostenere ufficialmente il PCB (mentre prima il sostegno veniva solamente dal PCC). Ciò fu di grande aiuto per il radicamento del Partito, specialmente nelle zone adiacenti alla Cina.
Il 1º gennaio 1968, circa 300 disertori dell'esercito regolare, guidati dal karen Nau Seng (in esilio in Cina dal 1949), entrarono nello Stato Shan e conquistarono Mong Ko, stabilendo la prima zona di guerra (la "303") della guerra civile birmana e del Comando Nord-Orientale (NEC) dell'Esercito Popolare. Successivamente, l'Esercito Popolare sconfisse il signore della guerra Pheung Kya-Shin nel Kokang, stabilendo la zona di guerra "404". Non molto tempo dopo, lungo il fiume Shweli fu stabilita la zona di guerra "202".
Dopo una serie di difficoltà, in aprile venne stabilita anche la zona di guerra "101". Il 28 marzo 1970, anniversario dell'insurrezione del PCB, l'EP conquistò Kyukok e il 1º maggio si impossessò di Mong Mau, entrando così nello Stato Wa. L'Esercito tentò anche di prendere Kutkai e Kunlong, ma fu costretto a ritirarsi. Per celebrare queste vittorie, il 28 marzo 1971 dalla Cina la Voce del popolo di Birmania avviò le sue trasmissioni radiofoniche.
Fra la fine del 1969 e l'inizio del 1970, il Tatmadaw lanciò un'offensiva su vasta scala, ma non riuscì a riconquistare i territori controllati dai comunisti. Riuscì comunque ad eliminare il comandante Bo Soe Maung e il membro del CC Thakin Tin Tun, che avrebbero dovuto guidare l'attacco contro Taunggyi, capitale dello Stato Shan.
Entro il 1973, quasi tutto lo Stato Wa era nelle mani dell'Esercito Popolare, il che permise al PCB di costituire qui un quartier generale organizzativo presso Pangshang. Il 15 agosto, anniversario della fondazione del Partito, l'EP stabilì la regione militare "815" lungo quasi tutto il confine con il Laos.

### La morte di Than Tun
Il 24 settembre 1968, in fuga dalle truppe governative che lo avevano localizzato, Than Tun venne ucciso da una delle sue guardie del corpo, che successivamente si arrese all'esercito regolare; l'assassino si era unito al PCB solo due anni prima, dopo avere disertato il Tatmadaw. Morì così Than Tun, una delle maggiori personalità politiche della storia birmana dell'ultimo secolo, ancor oggi un idolo per i comunisti e i maoisti della regione.
Il PCB lodò Than Tun come un dirigente dotato di grandi capacità non solo ideologiche, ma anche tattiche e organizzative, un eroe nella lotta per la liberazione nazionale e il socialismo. Effettivamente, egli mostrò sempre innate capacità organizzative e diede il suo contributo ad ogni stadio della lotta indipendentista e poi anti-dittatoriale della Birmania.
Thakin Zin prese il suo posto come presidente.

### I "quattro tagli"
Ancora nel 1968, quando il NEC stava conseguendo le prime vittorie che l'avrebbero portato a controllare quasi tutto lo Stato Shan e lo Stato Wa, esso decise di tentare di congiungere le zone liberate nella Birmania settentrionale ai quartier generali del PCB nella Birmania centrale. Per fare questo, il PCB formò sette battaglioni Taik taing aung ("Sempre Vittoriosi").
L'operazione fu però notata dal Tatmadaw, che elaborò una tattica contro-rivoluzionaria mai sperimentata in Birmania, nota con il nome di Hpyat lay hpyat ("Quattro tagli"): si trattava sostanzialmente di fare terra bruciata davanti ai comunisti per tagliare loro cibo, fondi, informazioni e reclute. Le comunità rurali, che sarebbero state le più colpite da questa strategia, avevano ora solo due scelte: fuggire o unirsi all'Esercito Popolare. Per di più, il Tatmadaw (che considerava la Birmania divisa fra le regioni governative, le regioni contestate e le regioni insorte) impose la costituzione di milizie popolari nei villaggi delle regioni contestate e costituì le Divisioni di Fanteria Leggera (LID), con lo scopo di impedire ai comunisti di congiungere il nord e il centro della Birmania.
La tattica si dimostrò effettivamente devastante: le unità dell'Esercito Popolare lungo il Pegu Yoma vennero decimate e le montagne, colpite dalla terra bruciata, vennero praticamente svuotate dalla presenza umana. Successivamente, il Tatmadaw lanciò l'operazione Aung Soe Moe ("Conquista e domina"), che vide la totale sconfitta del PCB nella Birmania centrale. Il 15 marzo 1975, accerchiati nella Birmania centrale e senza possibilità di essere salvati dall'EP, Thakin Zin e Thakin Chit, rispettivamente presidente e segretario generale del Partito, vennero catturati dalle unità delle LID e gli fu intimato di arrendersi. Al loro rifiuto, vennero fucilati sul posto.

### Riorganizzazione
Il PCB fu costretto a riorganizzarsi essenzialmente nelle zone settentrionali, nord-orientali e al confine con la Cina. Thakin Ba Thein Tin, membro del politburo dal 1946 e vicepresidente sia di Than Tun sia di Thakin Zin, fu eletto nuovo presidente. Subito dopo la sua nomina, Ba Thein Tin lanciò una nuova campagna di critica al revisionismo e al dogmatismo di sinistra, giudicandoli i mali peggiori che avevano afflitto il PCB limitando la sua azione rivoluzionaria.
Nel luglio 1976, l'ex brigadiere Kyaw Zaw, un tempo membro dei Trenta Compagni e conosciuto per le sue attività contro l'Unione Nazionale Karen, fuggì con la sua famiglia a Panghshang (una sorta di "capitale" delle zone controllate dall'EP) e si unì al PCB. Egli divenne membro della Commissione Militare Centrale e gli fu permesso di parlare dalla Voce del popolo di Birmania, tribuna dalla quale denunciò il regime di Ne Win, affermando che Aung San aveva più volte progettato di cacciarlo dall'esercito per le sue "tendenze pro-fasciste e pro-giapponesi". Zaw si rivolse direttamente alle truppe, affermando che servendo il "malvagio re Ne Win" si rendevano complici dell'assassinio del popolo birmano.

### La campagna ad ovest
Ba Thein Tin volle preparare l'Esercito Popolare a lanciare offensive verso la zona occidentale del paese, al fine di espandere le zone liberate. Una prima offensiva sulla costa occidentale del Salween, in giugno, terminò in un fiasco, anche se l'EP riuscì quasi a disintegrare la 99^ LID. Nell'ottobre 1975, Ba Thein Tin egli elaborò il "Piano 7510", che includeva una larga offensiva contro gli altipiani occidentali dello Stato Shan, non per colpire l'esercito regolare, ma per conquistarli.
Verso la fine dell'anno, le unità della regione militare 815 attaccarono l'88^ LID nell'area di Mong Yawng per consolidare il controllo del NEC sulla zona montuosa al confine con il Laos. Altre brigate si diressero verso Mandalay e Shwebo, forzando le postazioni governative sulle coste occidentali del Salween.
Ne Win decise di estendere i "Quattro tagli" anche alle divisioni nord-occidentali del Tatmadaw. Bo Thet Tun fu alla testa delle forze dell'EP che fronteggiarono la 66^ LID mentre questa effettuava terra bruciata sulle montagne della zona; dopo una strenua resistenza effettuata con truppe sempre più decimate, alla fine Thet Tun fu costretto alla resa, ma solo nel giugno 1980.
Nel novembre 1979, il Tatmadaw lanciò l'operazione Re conquistatore contro le postazioni dell'EP sulla costa orientale del Salween e riuscì nell'impresa, arrivando fino a conquistare le montagne ad appena 30 chilometri da Panghshang. All'inizio del 1980, il PCB ordinò la controffensiva e l'EP riuscì a riconquistare le posizioni perdute fino a riprendere il controllo di Mong Yawng. Tuttavia, le pesanti perdite da ambo le parti costrinsero tanto l'Esercito Popolare quanto il Tatmadaw ad arrestare le offensive e a trovarsi in una situazione di stallo.
Peraltro, il piano di aiuto decennale fornito dalla Cina al PCB stava giungendo ad un termine e il Partito, pur avendo ben organizzato l'EP (che era effettivamente in grado di contrastare il Tatmadaw), non era ancora in grado di fare a meno di quegli aiuti.

### Brevi trattative di pace
L'ascesa al potere di Deng Xiaoping che, al contrario di Mao Zedong, non vedeva di buon occhio le guerre popolari condotte nella regione e preferiva ammorbidire i rapporti con i governi locali, influenzò molto i partiti comunisti della regione. Rispetto ad altri partiti, come il Partito Comunista della Thailandia, che capitolò già all'inizio degli anni ottanta, il PCB "resistette" più a lungo.
Nel 1980, dopo una visita a Rangoon del ministro degli Esteri cinese, Huang Fua, Ne Win offrì un'amnistia a tutti i partecipanti della guerra civile, ma i comunisti la rifiutarono e, su pressione cinese, accettarono di intavolare trattative di pace solo a settembre, quando l'amnistia spirò. In ottobre, Ba Thein Tin e Ne Win si incontrarono a Pechino per dare inizio alle trattative. Il maggiore generale Aye Ko, durante un incontro a Lashio con i delegati del PCB, pose loro tre condizioni per la pace:
- Lo scioglimento del PCB (infatti la Costituzione del 1974 permetteva la presenza unicamente del Partito del Programma Socialista della Birmania).
- Lo scioglimento dell'Esercito Popolare.
- Lo scioglimento di tutte le zone liberate.

Ovviamente, il PCB si rifiutò di sottostare a queste pesanti condizioni. Il 14 maggio, Ne Win chiuse le trattative.
La Voce del popolo di Birmania cominciò a trasmettere appelli per una lotta per la democrazia e la fine dell'era mono-partitica. Frattanto, il Tatmadaw, dopo le pesanti perdite subite durante l'operazione Re conquistatore, si ritirò dalle zone liberate.

### Il terzo congresso
Nel novembre 1978, Thakin Ba Thein Tin aveva presentato un rapporto politico al Politburo riunito a Panghshang che sarebbe poi stato la base per il terzo Congresso Nazionale, che si tenne nel settembre 1985, ben 40 anni dopo il secondo Congresso. Il documento del Congresso aveva i seguenti punti fondamentali:
- Critica degli errori della "linea 1955" e della "linea 1964".
- Caratterizzazione del regime di Ne Win come rappresentante "dell'imperialismo, del feudalesimo e del capitalismo".
- Priorità della lotta armata guidata dal marxismo-leninismo-pensiero di Mao Zedong.
- Lotta all'imperialismo USA, al social-imperialismo sovietico e all'egemonismo vietnamita, con conseguente solidarietà alla Kampuchea Democratica impegnata nella Guerra cambogiana-vietnamita dal 1978.

Venne inoltre redatto un nuovo programma di Partito, basato sull'esperienza della trentennale lotta armata. Esso criticò fortemente il settarismo, l'ultra-sinistrismo e il deviazionismo di destra, mentre riaffermò la strategia della guerra popolare di costituire basi rosse nelle campagne per accerchiare i centri urbani. Inoltre, chiamò uno sciopero e un'insurrezione generali nelle città.
Il 28 marzo 1986, il PCB orientò le proprie rivendicazioni verso la creazione di un governo provvisorio di unità nazionale per mettere fine alla dominazione mono-partitica del Partito del Programma Socialista della Birmania.

### La Rivolta delle Otto 8
Il governo fronteggiava allora una gravissima crisi economica, che lo portò a dichiarare la bancarotta nel 1988. L'ONU inserì la Birmania fra i paesi del Quarto mondo, il che influì negativamente sulla reputazione già pessima del governo di Ne Win. L'8 agosto, a Rangoon, si tenne una manifestazione nazionale di protesta. Il Tatmadaw represse brutalmente la manifestazione e utilizzò la Rivolta delle Otto 8, come divenne nota, per avviare esecuzioni di massa dei civili considerati infiltrati comunisti nelle zone contese.
Kyin Maung, membro della Commissione Militare Centrale del PCB, denunciò la repressione del Tatmadaw affermando che, pur esistendo quadri comunisti nelle città controllate dal governo, la persecuzione era stata esagerata e sconsiderata. Inoltre, negò il presunto ruolo dirigente del Partito nella Rivolta delle Otto 8.
Era ormai chiaro che, lentamente, il PCB stava perdendo l'influenza conquistata precedentemente e che si stava orientando su posizioni decisamente più moderate. Il fatto stesso che Thakin Ba Thein Tin fosse rimasto vicino alla Cina nonostante le riforme di mercato di Deng Xiaoping alienarono il PCB a gran parte del movimento maoista internazionale, che giudicava la nuova dirigenza cinese traditrice della causa di Mao.

### La situazione attuale
Fra il 1986 e il 1989, il PCB soffrì innumerevoli scissioni e diserzioni, specialmente visto l'insostenibile situazione interna e il caos derivato dalla divisione negli organi dirigenti. Nel 1989, Ba Thein Tin e molti altri dirigenti fuggirono in esilio in Cina, lasciando il Partito al suo destino.
Attualmente, non è chiara la situazione del PCB e dell'EP; pare comunque che essi abbiano perso quasi tutti (se non tutti) i territori che controllavano. Tuttavia, la nuova dirigenza, diretta da Kyin Maung, è orientata verso una riorganizzazione totale del Partito e la ripresa della guerra popolare.
Secondo Jose Maria Sison, influente leader maoista internazionale, se il PCB resterà sulle posizioni del marxismo-leninismo, del maoismo e della guerra popolare, riuscirà a riprendere l'insurrezione..
Il Partito Comunista di Birmania ha annunciato di non boicottare le elezioni del 2010 nonostante queste non mettessero in discussione l'autorità dell'esercito. Infatti il 25% dei seggi spettava, nonostante le votazioni, alle forze armate della Birmania e solo il restante 75% potevano essere conquistati tramite votazioni. Inoltre molte posizioni chiave e dipartimenti erano anch'essi riservati ai rappresentanti nominati dalle Forze Armate. Perciò le elezioni del 2010 non potevano cambiare la natura del regime militare in Birmania.
Nonostante questa valutazione critica i comunisti non intendevano boicottare le elezioni. "Non dobbiamo lasciare tutti questi seggi parlamentari senza confronto e arrenderci alle manipolazioni dell'esercito come essi desiderano." Quanto alla possibilità di partecipazione diretta del CPB, Po Than Jaung ricordava che al partito non era concesso di operare legalmente, benché questa richiesta fosse stata avanzata sin dalle elezioni del 1990. Il partito si rifiutava di operare sotto un altro nome. "Il CPB si presenterà solo con il proprio nome. Non abbiamo intenzione di cambiare il nome del nostro partito", ha dichiarato il dirigente comunista a Mizzima.
Per il CPB l'unico modo per abbattere l'ordine militare Birmano è la rivoluzione.

## I signori dell'oppio
Dopo avere conquistato lo Stato Wa, il PCB dovette fare i conti con il problema dei signori dell'oppio, il cui traffico era stato tollerato dal Tatmadaw dal momento che contribuivano alla lotta contro i comunisti. Nei primi anni settanta, il Partito prese importanti misure per sradicare la coltivazione del papavero. Nel 1985, il terzo Congresso del Partito affrontò la questione, proibendo i membri del Partito dall'utilizzo dei narcotici, pena la morte per i grandi trafficanti.

## Questione delle minoranze
Fin dall'inizio della sua lotta armata, il PCB dovette affrontare il problema delle minoranze etniche della Birmania e il nazionalismo dei loro gruppi armati coinvolti nella guerra civile. Il Partito considerava la sua lotta armata come una rivoluzione democratico nazionale contro l'oppressione feudale, l'imperialismo e il capitalismo burocratico, passo necessario per ottenere la democrazia popolare. Il Partito indicava che la corretta soluzione dei problemi delle minoranze si sarebbe raggiunta con l'alleanza dei contadini e degli operai di tutta la Birmania sotto la direzione del PCB nella lotta per il socialismo.
Nonostante sporadiche alleanze di breve durata con gruppi nazionalisti delle minoranze etniche, il PCB osteggiò spesso il loro nazionalismo, essendo assolutamente contrario all'indipendenza dei territori abitati dalle minoranze, preferendo invece un maggiore autonomismo. Skaw Ler Taw, un dirigente dell'Unione Nazionale Karen, ebbe ad affermare: "Il PCB aveva l'ordine permanente di dividere i partiti nazionalisti. Mao disse che in tutte le organizzazioni vi sono tre gruppi: i progressisti, i neutrali o moderati, e i conservatori. Come per Mao, la politica del PCB era di unirsi ai progressisti, vincere i neutrali ed espellere i conservatori".
I gruppi nazionalisti che chiesero aiuto alla Cina per la loro lotta, specialmente dal 1968, ricevettero sempre l'invito ad unirsi ai comunisti e abbandonare la prospettiva dell'indipendenza per quella dell'autonomia.

## Segretari generali e presidenti

### Segretari generali
- Aung San (1939-1941)
- vacante (1941-1944)
- Thakin Soe (1944-1945)
- Thein Pe (1945-1952)
- Kyin Maung (1989-oggi[3])

### Presidenti
- Than Tun (1952-1968)
- Thakin Zin (1968-1975)
- Thakin Ba Thein Tin (1975-1989)

## Congressi nazionali
- I Congresso Nazionale - Dedaye, gennaio 1944
- II Congresso Nazionale - Rangoon, luglio 1945
- III Congresso Nazionale - Panghshang, settembre 1985